# 2007年のラドム航空ショー事故

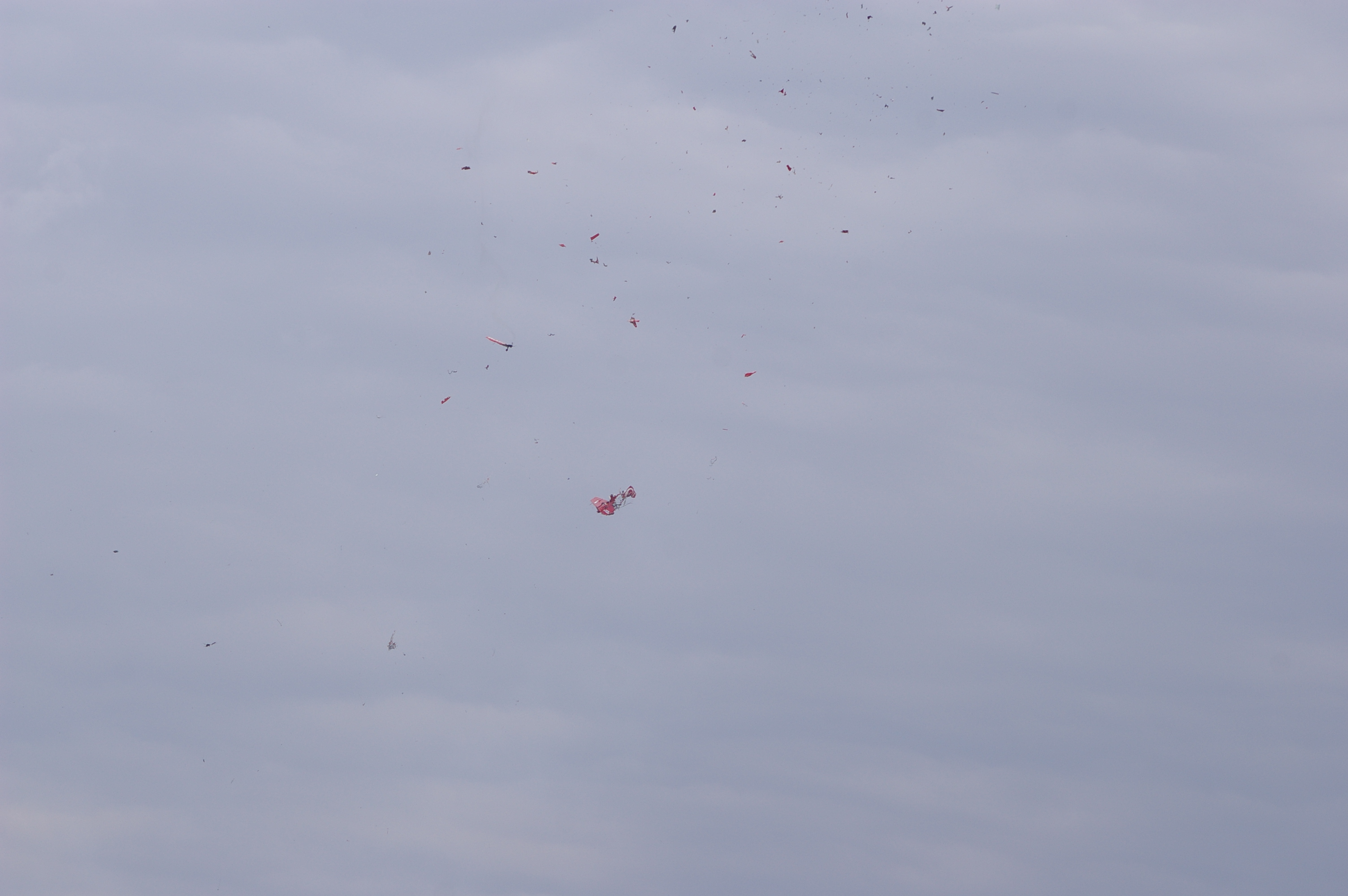
墜落する機体

2007年のラドム航空ショー事故（2007 Radom Air Show crash）は2007年9月1日にポーランドのラドムの航空ショーで曲技飛行チームの2機の航空機が空中衝突した事故である。16カ国の曲技飛行チームの演技を見に集まった13,000人の観衆の前で事故は発生した。
AZL Żelazny aerobatics チームの3機のズリーン Z-526の演技の中で、3機が別々の方向から同時に中心に向かって飛行した時、Piotr Banachowicz とグループ・リーダーのLech Marchelewskiの操縦する2機が空中衝突して、2機は墜落しパイロットは死亡した。観客にけが人はでなかったが主催者は航空ショーを中止し、3日間、犠牲者の追悼を行った。

## 犠牲となったパイロットの略歴
Peter Banachowicz (1982年3月4日生まれ）は作曲家のEugene Banachowiczの息子で、16歳から航空機に乗り、2001年のエアロバチックのポーランドチャンピオンであった。飛行時間は541時間であった。
Lech Marchelewski （1947年2月5日生まれ）はグライダー・パイロット、インストラクターで AZL Żelazny aerobatics チームの創立者であった。航空会社のパイロットを務め、それまでの飛行時間は3,352 時間であった。